# フランク・ホーレー (言語学者)
フランク・ホーレー（Frank Hawley、1906年3月31日 - 1961年1月10日）は、イギリス出身の言語学者、日本古典籍の収集家。明治古典会長などを歴任した反町茂雄は、「外国人としては最高最大」の古典籍収集家と評した。

## 生涯
ホーレーはイングランド・ダラム州ストックトン＝オン＝ティーズ近郊のノートン（Norton）で生まれた。
リヴァプール大学に進みフランス語と文献学を修める。卒業後はパリ大学、ベルリン大学、ケンブリッジ大学で東洋学を学び、Bachelor of Arts（文学士）およびMaster of Arts（文学修士）を取得し、ロンドン大学で満洲語の教師となる。
日本からイギリスを訪れていた英語学者千葉勉による招聘で、1931年（昭和6年）に語学教師として旧制東京外国語学校と旧制東京文理科大学に赴任した。当時は文化アパートメントに居住したという。
ホーレーは日本に来るまで日本語を学んでいなかったといい、後日、知っていたのは「釣鐘泥棒」という単語だけだったと語ったという。しかし1933年頃には日本語の起源や『竹取物語』に関する論文を日本語で著し、『改造』などに寄稿するまでになった。日本古典文学や日本語の研究家として知られるようになり、駐日英国大使館の英国文化研究所の所長に任じられた。
1934年（昭和9年）から京都の旧制第三高校に英語講師として赴任、京都に移住し、日本人の美野田俊子と結婚した。
第二次世界大戦勃発に伴い、妻ともども逮捕され、東京拘置所（巣鴨拘置所の前身）に7か月間拘留された後、1941年（昭和16年）に母国へ送還された。戦時中は英国放送協会で日本語放送に携わったほか、外務省で日本の情報収集を行った。
終戦後、英国紙『ザ・タイムズ』などの特派員となり、1946年（昭和21年）7月に再来日を果たすと、同紙東京支局長となった。終戦直後の荒廃した日本の様子から占領政策、新憲法成立、東アジアの国際情勢など、退社までに約3,000件の記事をイギリス本国へ打電している。この間、GHQ最高司令官のダグラス・マッカーサーをはじめ、英国駐日大使アーヴァリー・ガスコイン（Alvary Gascoigne）、芦田均らに単独記者会見を行っている。
1950年（昭和25年）6月6日、ホーレーはマッカーサーの命令で共産党員24名が追放されたとの記事を本国へ打電、これが翌日の『ザ・タイムズ』に掲載されたところ、GHQが問題視してガスコイン英国大使に抗議し、各国の報道陣や英国議会を巻き込んだ騒動となった（ホーレー事件）。
1952年（昭和27年）にサンフランシスコ平和条約発効により占領政策が終了してGHQが解体されると、ホーレーもザ・タイムスを退社、京都山科に移住した。その後は日本文化研究に専念し、1961年（昭和36年）1月10日に55歳で山科に没した。

### 職歴
| 1930年 - 1931年 | ロンドン大学                          | 言語学教授 |
| 1931年 - 1934年 | 旧制東京外国語学校 旧制東京文理科大学 | 英語講師   |
| 1934年 - 1936年 | 旧制第三高校                          | 英語講師   |
| 1939年 - 1941年 | 研究社                                | 辞書編集   |
| 1942年 - 1943年 | ロンドン大学                          | 日本語教授 |
| 1942年 - 1946年 | イギリス外務省                        |            |
| 1946年 - 1952年 | ザ・タイムズ                          | 特派員     |
| 1953年          | 関西亜細亜協会                        |            |

## 宝玲文庫
ホーレーは書誌学に長け、日本語の古典籍を収集した。そのコレクションは「宝玲文庫」（寶玲文庫）と呼ばれる。
ホーレーのコレクションは第二次世界大戦前までに17,000冊を数え、とくに本草書（東洋医学に基づく薬物書）、捕鯨関係文書、琉球関係文書、和紙に関する文書、古辞書などが特徴である。本草書では、平安時代末期の写本である『香薬抄』、平安時代の写本『薬種抄』（高山寺本）、『宝要抄』（益田家本）などが代表的なコレクションだった。
戦時中に敵産管理法によって接収されるが、これを慶應義塾大学が買い入れ「寶玲文庫」として蔵書した。ホーレーが戦後すぐに再来日したのはこのコレクションを取り戻すためだったといい、空襲による焼失を免れた9,300冊あまりが慶應義塾大からホーレーに返還された。
ホーレーはまた、終戦直後の混乱期に全国で貴重な古典籍類が売りに出されていたのを買い集め、春日版・高野版・五山版をはじめ、稀覯な古写本・古活字本が保存されることになった。その中には平安時代以降の貴重な古典籍が多数含まれている。
1952年に特派員の仕事を退き、京都山科へ転居するにあたり、引越荷物には書物が貨物車2両分、さらに書棚を30数個あり、輸送費だけで60万円を要したという。
ホーレーが没した際、その蔵書約10,000点は競売にかけられ、散逸した。この競売を取り仕切った反町茂雄によれば、その売上は2,400万円に達する新記録になったという。コレクションのうち特に貴重なものでは、生前に譲渡された五山版約70点や和紙関係文書431点が天理大学附属天理図書館に収蔵、ほか古活字版文書10点が国立国会図書館に、琉球関係文書936点がハワイ大学に所蔵されている。また捕鯨関係の収集書はアメリカに渡った。

### 収蔵本
- 『竹取物語』天正20年（1592年）本 - 武藤元信旧蔵本で、『竹取物語』の現存伝本としては最古のもの[14]。
- 『古事記』吉田家本（永徳元年（1381年）写本） - 『古事記』伝本では真福寺本に次いで古いもの。現在は天理大学附属天理図書館蔵[15]。
- 『先代旧事本紀』 大永元年（1521年）卜部兼永筆本 - 最古の伝本[15]。
- 『延喜式神名帳』鎌倉時代写本 - 文明12年（1480年）吉田兼倶の修補記あり[15]。
- 『日本書紀』 - 吉田兼煕（卜部兼熙）筆本、南北朝時代の写本など複数[15]。

ほか

## 著作物
ホーレーは京都在住の1934年（昭和9年）頃から「外国人のための日本語辞書」の執筆に取り組んだ。これは国際文化振興会の紀元二千六百年記念行事の一環として採用されるに至った。
ホーレーは、日本語の表面的な語義だけでなく、その背後にある真の意味まで理解するためには日本文化についての諸々の知識が必要だと考え、この辞書に様々な情報を盛り込もうとした。また、日本人学者が説く「正しい文法」よりも実際に用いられていることばを採録しようとしたという。しかし当時の日本人学者らがこれに反対し、企画は完成をみなかった。その後、ホーレーは研究社から『簡易英英辞典』を刊行した。
再来日を果たした後のホーレーは、日本の古典籍の研究にうちこみ、『和名類聚抄』・『紙漉重宝記』・『鳥名便覧』・『鯨志』の原文翻刻と注釈に取り組んだ。ホーレーの目標はこれらの古典籍の良質な原文テキストを復元し、詳細な注釈を添え、最高の技術で漉いた和紙で出版することにあったという。そのいくつかは実現しなかったが、“An English Surgeon in Japan in 1984-1865”（『英国軍医の日記』）と“Whales & Whaling in Japan, vol.1”（『日本における捕鯨と鯨』）は特漉和紙に特別なインクの印刷によって出版された。
- 『簡易英英辞典』（研究社）
- “An English Surgeon in Japan in 1984-1865”（『英国軍医の日記』）,1954,河北印刷（京都市）
- “Whales & Whaling in Japan, vol.1”（『日本における捕鯨と鯨』）,1961,河北印刷（京都市）

全3巻の予定だったが2巻以降は未完となった。
論文
- 「欧羅巴人の研究したる日本文学」（雑誌『文芸』昭和8年12月号）
- 「日本語の起源について」（雑誌『改造』昭和9年2月号）
- 「竹取り物語を読みて」（雑誌『文芸』昭和9年3月号）

- “La Philosophie du Langage dans L'Encyclopédie”,1930
- “The linguistic theories of Ernst Cassirer”,1931
- “The sources of the TAKETOTIMONOGATARI”,1937